# Izvorul din satul Mîndîc
Izvorul din satul Mîndîc este un monument al naturii de tip hidrologic în raionul Drochia, Republica Moldova. Este amplasat în partea de nord a satului Mîndîc, pe malul stâng al râului Cubolta. Ocupă o suprafață de 0,5 ha, sau 0,07 ha conform unor aprecieri recente. Obiectul este administrat de Primăria satului Mîndîc.

## Descriere
Locul de izvorâre a apei este amenajat ca un mic bazin cu pereți de beton și calcar, în care se găsesc 5 guri de ieșire a apei. Construcția dispune de elemente precum scări, terase, baraje etc., dar arată arhaic din cauza mușchilor care acoperă parțial betonul.
Izvorul are apă rece, este oligomeral după gradul de mineralizare și descendent de vale din punct de vedere geologic. După compoziția chimică, este un izvor cu apă hidrocarbonat-sulfatată–calciu-magneziu-sodică(HCO3–SO4; Ca–Mg–Na). Apa nu are miros, este incoloră, neutră (pH 7,1) și aproape de limita de poluare cu nitrați, nivelul de poluare fiind evaluat la 40 mg/l, adică 80% din concentrația maxim admisă (CMA). Duritatea apei depășește CMA cu 60%.

## Statut de protecție
Izvorul este un obiect hidrologic cu debit foarte mare, de peste 300 l/min. El contribuie la debitul râului Cubolta. Din cauza durității mari a apei, aceasta este folosită de săteni doar în scopuri tehnice.
În apropiere, la o distanță de cca 10 m, se află unele case de locuit, iar uneori poate avea loc depozitarea deșeurilor în aria protejată. În vecinătatea imediată a izvorului, cât și pe malurile Culbotei, cresc mulți copaci de salcie, plop, arțar.
Este necesară reparația capitală a construcțiilor izvorului, cât și reconstrucția canalelor de scurgere a apei. Se recomandă și instalarea unui panou informativ.